# Бухали
Бухали (бел. Бухалі) — деревня в Берёзовском районе Брестской области Белоруссии. Входит в состав Малечского сельсовета.

## География
Деревня находится в центральной части Брестской области, при автодороге Н-116, на расстоянии приблизительно 15 километров (по прямой) к западу от города Берёза, административного центра района. Площадь населённого пункта — 0,0571 км².

## История
По состоянию на 1905 год, в Бухалях проживало 89 человек. В административном отношении деревня входила в состав Селецкой волости Пружанского уезда Гродненской губернии.
Согласно Рижскому мирному договору (1921), деревня вошла в состав межвоенной Польши. Входила в состав гмины Селец Пружанского повета Полесского воеводства Польши.
С 1939 года в БССР, с 1940 года деревня в составе Малечского сельсовета.

## Население
По данным переписи 2019 года, постоянное население в деревне отсутствовало.
| Год  | Население, человек |
| ---- | ------------------ |
| 1905 | 89                 |
| 2009 | ↘ 1                |
| 2019 | ↘ 0                |